# Kojijū
Kojijū (小侍従, 1121 - 1202) est une poétesse et courtisane japonaise de la fin de l'époque de Heian qui appartient au clan Ki. Son père est le bettō du Iwashimizu Hachiman-gū Ki no Mitsukiyo et sa mère est la poétesse Hanazono Sadaijin-ke no Kodaishin, fille de Sugawara no Ariyoshi. Une de ses sœurs est Ki no Ieko, Dame de la Cour et épouse de l'empereur Toba, également première Inpu Mon In no Daifu. Elle est l'épouse du chūnagon Fujiwara no Korezane. Elle est considérée comme une des trente-six poétesses immortelles. Elle est aussi connue sous le nom Hachiman Kojijū (八幡小侍従) du fait de la fonction de son père, et comme Mitsuyoi no Kojijū (待宵の小侍従) en raison d'un poème publié dans le Shin Kokin Wakashū dans lequel elle se compare à une onagre (mitsuyoi en japonais).
En 1161 elle est servante de l'empereur Nijō puis assistante de l'impératrice douairière Fujiwara no Masaruko et de l'empereur Takakura. Elle est en relation amoureuse avec Minamoto no Yorimasa. En 1179 elle se fait moniale bouddhiste et meurt octogénaire au cours de l'ère Kennin (1201 - 1204).
Elle participe à plusieurs utaawase (concours de poésie waka) en 1166, 1167, 1170, 1172 et 1175. Elle prend également part aux cercles de poésie patronnés par l'empereur retiré Go-Toba. Son style est considéré modéré et elle entretient des relations amicales avec Tokudaiji Sanesada, Fujiwara no Shunzei, Taira no Tadamori et le moine bouddhiste Saigyō. Une compilation de ses poèmes a été faite qui porte le nom de Kojijū-shū (小侍従集) et cinquante-cinq de ses poèmes sont inclus dans l'anthologie impériale Senzai Wakashū.

## Source de la traduction
- (es) Cet article est partiellement ou en totalité issu de l’article de Wikipédia en espagnol intitulé « Kojijū » (voir la liste des auteurs).